# Sanford Sports Pentagon
Le Sanford Sports Pentagon est une salle omnisports à Sioux Falls (Dakota du Sud), en cours de construction. Son locataire est le Skyforce de Sioux Falls (NBA Gatorade League).